# PowerPark
PowerPark is een grootschalig karting- en pretpark in Alahärmä, Finland. Het attractiegedeelte is gebouwd rondom het reeds gebouwde karting-gedeelte. Verder bezit het park ook de langste kartbaan van Europa. Er zijn ook nog een restaurant, een hotel en een camping aanwezig.

## PowerLand

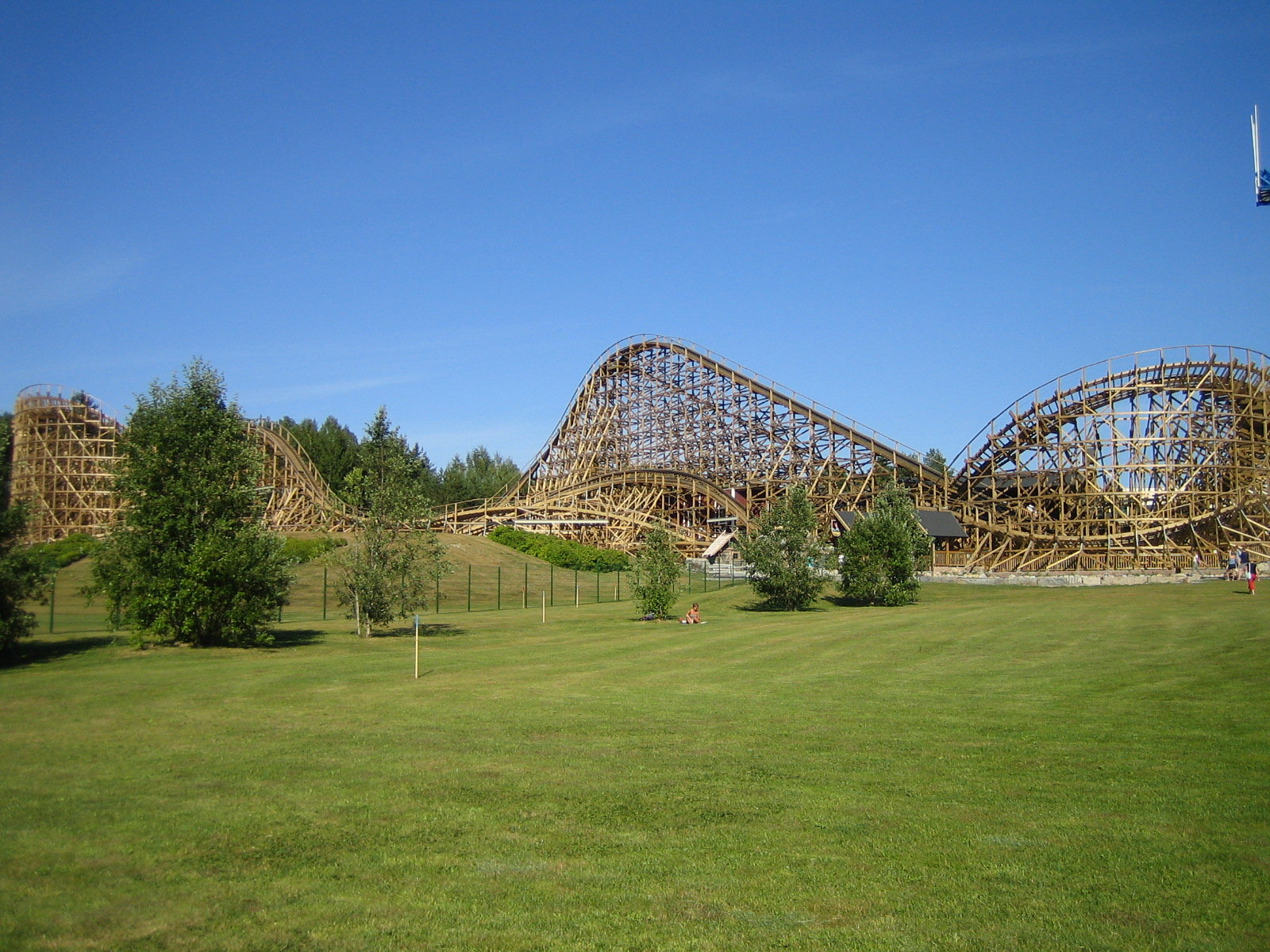
Thunderbird (achtbaan) in het pretpark.

### Belangrijkste attracties
| Naam            | Bouwer                 | Model           | Opening |
| --------------- | ---------------------- | --------------- | ------- |
| Thunderbird     | GCI                    | Houten achtbaan | 2006    |
| Cobra           | Vekoma                 | Boomerang       | 2005    |
| Joyride         | L&T Systems            | Coaster 47x21   | 2003    |
| Piovra          | Soriani & Moser        | Polyp           | 2004    |
| Typhoon         | Technical Park         | Typhoon         | 2004    |
| Booster         | Fabbri                 | Booster         | 2003    |
| Music Express   | Barbieri               | Rupsbaan        | 2002    |
| Mega Drop       | Fabbri                 | Mega Drop       | 2002    |
| Giant Wheel     | Fabbri                 | Reuzenrad       | 2003    |
| La Paloma       | Zierer                 | Verticale Swing | 2005    |
| Bumper Cars     | Cosetto / cars IE Park | Botsauto        | 2003    |
| Fiesta Mexicana | Zamperla               | Verticale Swing | 2007    |
| Pegasus         | Technical Park         | Pegasus         | 2008    |

### Familie attracties
| Naam               | Bouwer         | Model           | Opening |
| ------------------ | -------------- | --------------- | ------- |
| Dino Safari Jeep   | Zamperla       |                 | 2002    |
| Crazy House        | Barbieri       |                 | 2003    |
| Time Machine       |                |                 | 2005    |
| Galeon             | Zamperla       | Disk'O          | 2007    |
| Mine Train         | Zamperla       | Achtbaan        | 2007    |
| Devil's Mine Hotel | Gosetto        | Darkride        | 2007    |
| Balloon Tower      | Technical Park | Ballonnen toren | 2008    |

### Kinderattracties
| Naam                | Bouwer   | Model        | Opening |
| ------------------- | -------- | ------------ | ------- |
| Jumping Star        | Zamperla | Jumping Star | 2002    |
| Rio Grande Train    | Zamperla | Rio Grande   | 2003    |
| Wild Horse Carousel |          |              | 2002    |
| Mini Jets           | Zamperla |              | 2003    |
| Mini Tea Cup        | Zamperla | Theekopjes   | 2002    |
| Chain Carousel      | Sopark   | Wave Swinger | 2002    |
| Mill River          |          |              | 2005    |
| Chuck Wagon         | Zamperla | Reuzenrad    | 2005    |
| Jump Around         | Zamperla |              | 2007    |
| Pirate Ship         | Lappset  |              | 2002    |
| Captain Hook        | Zamperla |              | 2009    |

### Verwijderde attracties
| Naam         | Bouwer         | Model           | Opening-sluiting |
| ------------ | -------------- | --------------- | ---------------- |
| Tapis Volant | Fabbri         | Vliegend Tapijt | 2002-2005        |
| Dark Ride    | SBF Visa Group | Spooktrein      | 2005-2006        |